# Aphrodisium delatouchii
Aphrodisium delatouchii är en skalbaggsart som beskrevs av Leon Fairmaire 1886. Aphrodisium delatouchii ingår i släktet Aphrodisium och familjen långhorningar. Inga underarter finns listade i Catalogue of Life.